# Strandingen i Vesterhavet
Strandingen i Vesterhavet è un cortometraggio muto del 1912 diretto da Eduard Schnedler-Sørensen.

## Produzione
Il film fu prodotto dalla Nordisk Film Kompagni.

## Distribuzione
In Danimarca, il film fu distribuito dalla Fotorama che lo presentò in prima al Panoptikon di Copenaghen il 22 gennaio 1912.